# La Dhuys (stanice metra v Paříži)
La Dhuys je stanice pařížského metra na lince 11 mezi stanicemi Montreuil – Hôpital a Coteaux Beauclair. Stanice se nachází východně od Paříže na rozhraní měst Montreuil a Rosny-sous-Bois, vstup je umístěn na křižovatce ulic Boulevard de la Boissière a Rue de la Dhuys.

## Výstavba
Stanice měla být původně postavena na povrchu, ale po veřejném projednání projektu bylo rozhodnuto o umístění v podzemí.
Stanice je součástí úseku ze stanice Mairie des Lilas do Rosny – Bois-Perrier, který byl uveden do provozu 13. června 2024.

## Název
Název stanice (původní název La Boissière) je odvozen od ulice Rue de la Dhuys podle řeky Dhuys.